# El Gouraani
El Gouraani (àrab الڭرعاني) és una comuna rural de la província de Safi de la regió de Marràqueix-Safi. Segons el cens de 2014 tenia una població total de 11.291 persones.